# 比爾基 (伊林齊區)
48°57′11″N 29°17′38″E / 48.95306°N 29.29389°E
比爾基（烏克蘭語：Білки）是烏克蘭西南部的村落，隸屬文尼察州的海辛區。該村處於比爾卡河畔，面積2.83平方公里，海拔高度276米，2024年人口500。